# Etorfină
Etorfina (M99) este un analgezic opioid semi-sintetic cu potență mare (de aproximativ 1.000–3.000 ori decât cea a morfinei). A fost sintetizată pentru prima oară din oripavină în anul 1960, compus care se găsește în speciile de mac Papaver orientale și Papaver bracteatum. Poate fi obținută și din tebaină.